# Jimmy Shea
James Edmound Shea, Jr., noto Jimmy o Jim (10 giugno 1968) è un ex skeletonista statunitense, campione olimpico ai Giochi di Salt Lake City 2002.

## Palmarès

### Olimpiadi
- 1 medaglia:
  - 1 oro (Salt Lake City 2002).

### Campionati mondiali
- 3 medaglie:
  - 1 oro (Altenberg 1999);
  - 1 argento (Lake Placid 1997);
  - 1 bronzo (Igls 2000).